# Antropometri
Antropometri (af græsk anthropos 'menneske' og afledning af metron 'mål') er læren om og opmåling af menneskekroppens dimensioner.
Allerede ægypternes billedkunst vidner om et kendskab til antropometri, idet deres statuer synes at være udførte efter bestemte antroprometriske regler, af hvilke de vigtigste var den, at legemshøjden skulle være 19 gange så stor som mellemfingeren. Hovedet med halsen 3, armen 8, benet 10 gange så langt osv. (Karl Richard Lepsius). lignende regler havde grækerne, som dog synes at have lånt dem fra ægypterne, hvad man bl.a. har sluttet af den omstændighed, at den belvederiske Apollo har de samme proportioner som nubiske negre. Derimod var romernes selvstændige, men samtidig mindre kunstneriske; ifølge Vitruvs "kanon" skulle hovedet udgøre 1/8 af hele legemet, underarmen med hånden 1/4, foden 1/7 og sådan fremdeles. Den første rationelle "kanon" er Leon Battista Alberti’s fra Renæssancetiden; lidt senere kom Leonardo da Vinci og Albrecht Dürer, som alle har støttet sig til direkte målinger på levende mennesker. I 19. århundrede er det navnlig Johann Gottfried Schadow og Pierre Nicolas Gerdy, der har udviklet antropometri med kunsten for øje; men interessen for disse doktriner har efterhånden tabt sig. Ved Adolphe Quételet kom antropometri ind i et helt nyt spor, idet han benyttede den til grundlag for vigtige undersøgelser over statistikkens teori og søgte at påvise, at de individuelle variationer følger bestemte matematiske love, analoge med lovene for lykkespil. Ved nyere antropologiske undersøgelser er det imidlertid godtgjort, at dette kun gælder for ensartede racer, og da der ikke eksisterer sådanne, har Quetelets undersøgelser tabt en del af deres betydning i de sidste decennier af 19. århundrede har antropometri været dyrket i stor udstrækning som en særegen antropologisk metode i den hensigt at tilvejebringe materiale til studiet af menneskeracernes fysiske forhold. Som det største arbejde i denne retning, der hidtil er udført, skal nævnes de omfattende undersøgelser, der blev foretagne i nordstaternes hær under den amerikanske borgerkrig (Benjamin Apthorp Gould, Investigations in the military and anthropological statistics of american soldiers, New-York, 1869). Lignende masseundersøgelser af soldater har man i slutningen af 19. århundrede påbegyndt i andre lande; men for øvrigt er der rundt om i verden foretaget målinger på mangfoldige individer af forskellige racer. Større interesse har dog de omfattende målinger af børn og voksne individer af begge køn inden for samme befolkning, som man i de senere år har foretaget i socialantropologisk øjemed, og hvorved man har opnået ny og værdifuld kundskab om menneskets vækstforhold. I Danmark har Rasmus Malling-Hansen således påvist en til årstiderne knyttet ejendommelig periodicitet i væksten, og siden 1904 er det ved de af den antropologiske komité ledede masseundersøgelser bl.a. påvist, at befolkningens legemsudvikling er gået betydeligt frem siden midten af forrige århundrede.